# Epactoctena octogenalis
Epactoctena octogenalis är en fjärilsart som beskrevs av Lederer 1863. Epactoctena octogenalis ingår i släktet Epactoctena och familjen Crambidae. Inga underarter finns listade i Catalogue of Life.